# 斯捷波韋 (諾索夫卡區)
50°43′18″N 31°49′52″E / 50.72167°N 31.83111°E
斯捷波韋（烏克蘭語：Степове），是烏克蘭北部的村莊，隸屬切爾尼希夫州的尼任區。該村面積0.57平方公里，海拔高度133米，2001年人口173，人口密度每平方公里303.5人。